# MyAir.com
MyAir.com was een Italiaanse luchtvaartmaatschappij met thuisbasis in Milaan.

## Geschiedenis
MyAir.com werd opgericht in 2004 als Wing door ex-stafleden van Volare Airlines. In 2004 werd zij overgenomen door L.T.E. en in 2006 kwam MyAir in handen van Michael Harrington. Op 24 juli 2009 werd de vlieglicentie ingetrokken door de Italiaanse luchtvaartautoriteit ENAC. Hierdoor was MyAir.com genoodzaakt alle vluchten te annuleren en de ticket verkoop te stoppen.

## Bestemmingen
MyAir.com voerde lijnvluchten uit naar: (februari 2008)
Binnenland:
- Bari, Bergamo, Bologna, Brindisi, Catania, Genua, Lampedusa, Napels, Palermo, Reggio Calabria, Rome, Venetië.

Buitenland:
- Amsterdam, Barcelona, Boekarest, Bordeaux, Brussel, Casablanca, Istanboel, Rijsel, Madrid, Marrakesh, Marseille, Metz, Parijs, Sofia, Timișoara.

## Vloot
De vloot van MyAir.com bestond uit: (augustus 2007)
- 3 Airbus A320-200
- 4 Bombardier CRJ900